# سان سبریان د ماسته
سان سبریان د ماسته (به اسپانیایی: San Cebrián de Mazote) یک شهرستان در اسپانیا است که در استان وایادولید واقع شده‌است.